# Pekan Olahraga Nasional XVI/Badminton
Badminton wurde bei den Pekan Olahraga Nasional XVI 2004 in Palembang, Sumatra Selatan, gespielt. Hier die Ergebnisse:

## Medaillengewinner
Herreneinzel
| Med | Name           | Med | Name          | Med | Name            | Med | Name            |
| --- | -------------- | --- | ------------- | --- | --------------- | --- | --------------- |
|     | Jawa Barat     |     | Jakarta       |     | Sumatra Utara   |     | Jawa Barat      |
|     | Taufik Hidayat |     | Simon Santoso |     | Wiempie Mahardi |     | Marleve Mainaky |

Herrendoppel
| Med | Name                        | Med | Name                        | Med | Name                   | Med | Name                       |
| --- | --------------------------- | --- | --------------------------- | --- | ---------------------- | --- | -------------------------- |
|     | Jakarta                     |     | Jakarta                     |     | Kalimantan Timur       |     | Maluku Utara               |
|     | Candra Wijaya Nova Widianto |     | Markis Kido Hendra Setiawan |     | Ade Lukas Hadi Saputra |     | Rexy Mainaky Reony Mainaky |

Herrenteam
| Med | Name                                                     | Med | Name                                                            | Med | Name                                                          | Med | Name                                                         |
| --- | -------------------------------------------------------- | --- | --------------------------------------------------------------- | --- | ------------------------------------------------------------- | --- | ------------------------------------------------------------ |
|     | Jakarta                                                  |     | Jawa Timur                                                      |     | Jawa Tengah                                                   |     | Jawa Barat                                                   |
|     | Simon Santoso Rony Agustinus Markis Kido Hendra Setiawan |     | Sony Dwi Kuncoro Jeffer Rosobin Alvent Yulianto Tri Kusharyanto |     | Andre Kurniawan Tedjono Irawan Agung Luluk Hadiyanto Eng Hian |     | Taufik Hidayat Marleve Mainaky Flandy Limpele Halim Haryanto |

Dameneinzel
| Med | Name           | Med | Name               | Med | Name               | Med | Name            |
|     | Jakarta        |     | Jawa Timur         |     | Jawa Barat         |     | Aceh            |
|     | Silvi Antarini |     | Dewi Tira Arisandi |     | Lidya Djaelawijaya |     | Nitya Krishinda |

Damendoppel
| Med | Name                             | Med | Name                   | Med | Name                               | Med | Name                      |
|     | Sulawesi Utara                   |     | Jakarta                |     | Kalimantan Timur                   |     | Jawa Barat                |
|     | Liliyana Natsir Natalia Poluakan |     | Jo Novita Vita Marissa |     | Lidyawati Limanto Indarti Issolina |     | Lita Nurlita Nelly Triana |

Damenteam
| Med | Name                                                      | Med | Name                                                                   | Med | Name                                                      | Med | Name                                               |
|     | Jakarta                                                   |     | Jawa Tengah                                                            |     | Jawa Barat                                                |     | Jawa Timur                                         |
|     | Silvi Antarini Adriyanti Firdasari Jo Novita Vita Marissa |     | Maria Elfira Christina Maria Kristin Yulianti Meiliana Jauhari Purwati |     | Yuli Marfuah Lidya Djaelawijaya Lita Nurlita Nelly Triana |     | Dewi Tira Arisandi Yeni Diah Lelyana Daisy Chandra |

Mixed
| Med | Name                       | Med | Name                        | Med | Name                    | Med | Name                         |
|     | Jakarta                    |     | Jawa Barat                  |     | Jakarta                 |     | Jawa Timur                   |
|     | Nova Widianto Vita Marissa |     | Flandy Limpele Lita Nurlita |     | Candra Wijaya Jo Novita |     | Alvent Yulianto Tetty Yunita |

### Medaillenspiegel
| Platz | Provinz          | Gold | Silber | Bronze | Gesamt |
| ----- | ---------------- | ---- | ------ | ------ | ------ |
| 1     | Jakarta          | 5    | 3      | 1      | 9      |
| 2     | Jawa Barat       | 1    | 1      | 4      | 6      |
| 3     | Sulawesi Utara   | 1    | 0      | 0      | 1      |
| 4     | Jawa Timur       | 0    | 2      | 2      | 4      |
| 5     | Jawa Tengah      | 0    | 1      | 0      | 1      |
| 6     | Sumatra Utara    | 0    | 0      | 1      | 1      |
| 6     | Maluku Utara     | 0    | 0      | 1      | 1      |
| 6     | Aceh             | 0    | 0      | 1      | 1      |
| 6     | Kalimantan Timur | 0    | 0      | 1      | 1      |

## Finalergebnisse
| Disziplin    | Sieger                           | Finalist                    | Ergebnis            |
| ------------ | -------------------------------- | --------------------------- | ------------------- |
| Herreneinzel | Taufik Hidayat                   | Simon Santoso               | 15-9, 15-3          |
| Dameneinzel  | Silvi Antarini                   | Dewi Tira                   | 11-0, 11-2          |
| Herrendoppel | Candra Wijaya Nova Widianto      | Markis Kido Hendra Setiawan | 13-15, 17-16, 15-13 |
| Damendoppel  | Liliyana Natsir Natalia Poluakan | Jo Novita Vita Marissa      | 15-2, 15-6          |
| Mixed        | Nova Widianto Vita Marissa       | Flandy Limpele Lita Nurlita | 15-9, 15-8          |
| Herrenteam   | Jakarta                          | Jawa Timur                  | 3-0                 |
| Damenteam    | Jakarta                          | Jawa Tengah                 | 2-0                 |